# Зов за завръщане (филм, 2012)
Вижте пояснителната страница за други значения на Зов за завръщане.
За филмът от 1990 г. със същото име, вижте Зов за завръщане (филм, 1990)
Зов за завръщане (на английски: Total Recall) е научнофантастичен екшън филм от 2012 година. Римейк е на едноименния филм от 1990 година, който от своя страна е базиран на разказа „Ние можем да си спомним всичко вместо вас“ на Филип Дик.

## Актьорски състав
| Актьор          | Роля             |
| --------------- | ---------------- |
| Колин Фарел     | Дъглас Куейд     |
| Кейт Бекинсейл  | Лори Куейд       |
| Джесика Бийл    | Мелина           |
| Брайън Кранстън | канцлер Кохейгън |
| Бокийм Удбайн   | Хари             |
| Бил Най         | Матаяс Леър      |
| Джон Чо         | Боб Макклейн     |

## Награди и номинации
За ролите си в „Зов за завръщане“ и „Игри на сърцето“ Джесика Бийл е номинирана за Златна малинка а най-лоша актриса в поддържаща роля.